# Straßenradsport-Weltmeisterschaften 2008
Die Straßenradsport-Weltmeisterschaften 2008 fanden vom 23. bis 28. September im italienischen Varese statt. Im Jahre 1951 wurden an gleicher Stätte schon einmal die Weltmeisterschaften ausgetragen.
Es wurden insgesamt sechs Entscheidungen in den Disziplinen Einzelzeitfahren und Straßenrennen sowie in den Klassen Frauen-Elite, Männer-Elite und Männer U23 ausgefahren.

## Wettbewerbe

### Männer

#### Straßenrennen (28. September)
| Platz | Athlet                | Land | Zeit      |
| ----- | --------------------- | ---- | --------- |
| 1     | Alessandro Ballan     | ITA  | 6:37:30 h |
| 2     | Damiano Cunego        | ITA  | +0:04 min |
| 3     | Matti Breschel        | DEN  | gl. Zeit  |
| 4     | Davide Rebellin       | ITA  | gl. Zeit  |
| 5     | Andrij Hrywko         | UKR  | gl. Zeit  |
| 6     | Joaquim Rodríguez     | ESP  | gl. Zeit  |
| 7     | Fabian Wegmann        | GER  | gl. Zeit  |
| 8     | Christian Pfannberger | AUT  | gl. Zeit  |
| 9     | Nick Nuyens           | BEL  | gl. Zeit  |
| 10    | Robert Gesink         | NED  | gl. Zeit  |

#### Einzelzeitfahren (25. September)
| Platz | Athlet              | Land | Zeit         |
| ----- | ------------------- | ---- | ------------ |
| 1     | Bert Grabsch        | GER  | 52:01,60 min |
| 2     | Svein Tuft          | CAN  | 52:44,39 min |
| 3     | David Zabriskie     | USA  | 52:53,87 min |
| 4     | Levi Leipheimer     | USA  | 53:07,02 min |
| 5     | Gustav Erik Larsson | SWE  | 53:07,44 min |
| 6     | Stijn Devolder      | BEL  | 53:17,01 min |
| 7     | Tony Martin         | GER  | 53:17,86 min |
| 8     | Janez Brajkovič     | SLO  | 53:26,76 min |
| 9     | David Millar        | GBR  | 53:26,86 min |
| 10    | Sylvain Chavanel    | FRA  | 53:27,42 min |

### Frauen

#### Straßenrennen (27. September)
| Platz | Athletin           | Land | Zeit       |
| ----- | ------------------ | ---- | ---------- |
| 1     | Nicole Cooke       | GBR  | 3:42:11 h  |
| 2     | Marianne Vos       | NED  | gl. Zeit   |
| 3     | Judith Arndt       | GER  | gl. Zeit   |
| 4     | Emma Johansson     | SWE  | + 0:05 min |
| 5     | Trixi Worrack      | GER  | + 0:11 min |
| 6     | Diana Žiliūtė      | LIT  | + 1:47 min |
| 7     | Marta Vilajosana   | ESP  | gl. Zeit   |
| 8     | Joanne Kiesanowski | NZL  | gl. Zeit   |
| 9     | Alex Wrubleski     | CAN  | gl. Zeit   |
| 10    | Julija Martissowa  | RUS  | gl. Zeit   |

#### Einzelzeitfahren (24. September)
| Platz | Athletin           | Land | Zeit         |
| ----- | ------------------ | ---- | ------------ |
| 1     | Amber Neben        | USA  | 33:51,35 min |
| 2     | Christiane Soeder  | AUT  | 33:58,91 min |
| 3     | Judith Arndt       | GER  | 34:13,12 min |
| 4     | Tatjana Antoschina | RUS  | 34:14,74 min |
| 5     | Kristin Armstrong  | USA  | 34:16,62 min |
| 6     | Karin Thürig       | SUI  | 34:21,34 min |
| 7     | Susanne Ljungskog  | SWE  | 34:48,73 min |
| 8     | Emma Pooley        | GBR  | 34:48,87 min |
| 9     | Charlotte Becker   | GER  | 34:54,67 min |
| 10    | Linda Villumsen    | DEN  | 34:56,78 min |

### Männer U23

#### Straßenrennen (26. September)
| Platz | Athlet            | Land | Zeit      |
| ----- | ----------------- | ---- | --------- |
| 1     | Fabio Duarte      | COL  | 4:17:02 h |
| 2     | Simone Ponzi      | ITA  | gl. Zeit  |
| 3     | John Degenkolb    | GER  | gl. Zeit  |
| 4     | Ben Swift         | GBR  | gl. Zeit  |
| 5     | Rui Costa         | POR  | gl. Zeit  |
| 6     | Cyril Gautier     | FRA  | gl. Zeit  |
| 7     | Jegor Silin       | RUS  | gl. Zeit  |
| 8     | Daniel Oss        | ITA  | +0:05 min |
| 9     | Dennis van Winden | NED  | +0:07 min |
| 10    | Damiano Caruso    | ITA  | +0:12 min |

#### Einzelzeitfahren (23. September)
| Platz | Athlet            | Land | Zeit         |
| ----- | ----------------- | ---- | ------------ |
| 1     | Adriano Malori    | ITA  | 41:35,98 min |
| 2     | Patrick Gretsch   | GER  | 42:25,65 min |
| 3     | Cameron Meyer     | AUS  | 42:40,34 min |
| 4     | Marcel Wyss       | SUI  | 42:47,54 min |
| 5     | Stefano Borchi    | ITA  | 42:59,00 min |
| 6     | Peter Stetina     | USA  | 43:00,59 min |
| 7     | Kristijan Koren   | SLO  | 43:00,81 min |
| 8     | Rui Costa         | POR  | 43:02,81 min |
| 9     | Andreas Henig     | GER  | 43:08,69 min |
| 10    | Artjom Owetschkin | RUS  | 43:13,49 min |

## Medaillenspiegel
| Platz | Land               | Gold | Silber | Bronze | Gesamt |
| ----- | ------------------ | ---- | ------ | ------ | ------ |
| 1     | Italien            | 2    | 2      | –      | 4      |
| 2     | Deutschland        | 1    | 1      | 3      | 5      |
| 3     | Vereinigte Staaten | 1    | –      | 1      | 2      |
| 4     | Kolumbien          | 1    | –      | –      | 1      |
| 4     | Großbritannien     | 1    | –      | –      | 1      |
| 6     | Österreich         | –    | 1      | –      | 1      |
| 6     | Kanada             | –    | 1      | –      | 1      |
| 6     | Niederlande        | –    | 1      | –      | 1      |
| 9     | Australien         | –    | –      | 1      | 1      |
| 9     | Dänemark           | –    | –      | 1      | 1      |